# Oskar Kokoschka

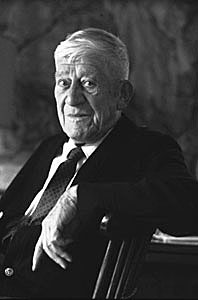
Oskar Kokoschka, 1963 fotografiert von Erling Mandelmann

Oskar Kokoschka ['ko:kɔʃkɐ] (* 1. März 1886 in Pöchlarn, Niederösterreich; † 22. Februar 1980 in Montreux, Schweiz) war ein bedeutender österreichischer Maler, Grafiker und Schriftsteller des Expressionismus. Neben Gustav Klimt und Egon Schiele zählt er zu den bedeutendsten bildenden Künstlern der Wiener Moderne.

## Leben

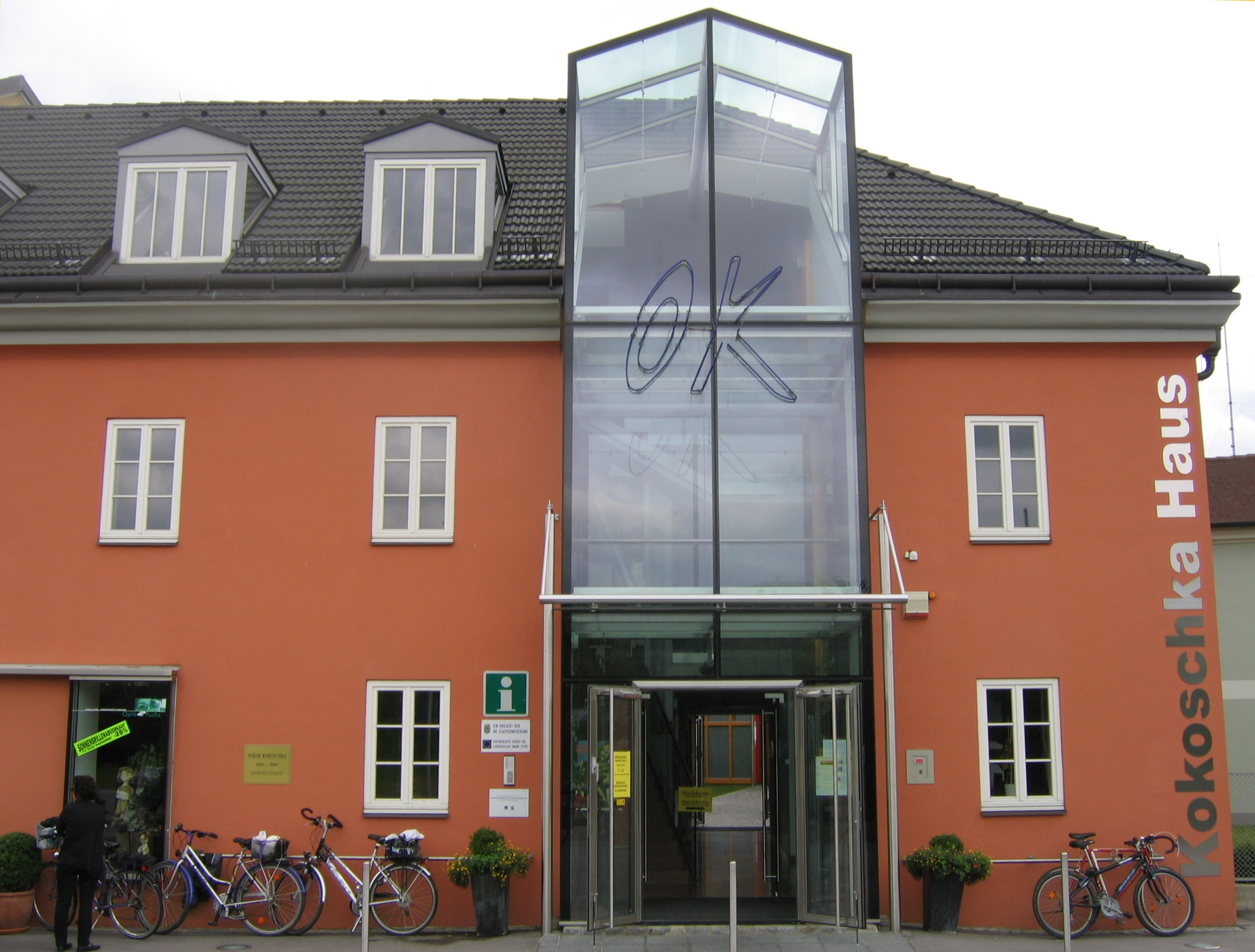
Geburtshaus Kokoschkas in Pöchlarn, das heutige Kokoschka-Haus (Aufnahme 2006)

### Herkunft und Familie
Oskar Kokoschka wurde als zweiter Sohn des Handelsreisenden Gustav Josef Kokoschka (1840–1923) und dessen Ehefrau Maria Romana, geb. Loidl (1861–1934), geboren. Die Vorfahren väterlicherseits stammten aus einer Prager Goldschmiedefamilie. 1887 zog die Familie nach Wien um; sein älterer Bruder Gustav starb im selben Jahr. Zwei Jahre später wurde seine Schwester Bertha Theresia geboren (1889–1960), weitere drei Jahre später sein jüngerer Bruder Bohuslav (1892–1976).

### Ausbildung
Zunächst besuchte Kokoschka die k.k. Staatsrealschule Währing. Seine frühesten noch erhaltenen Zeichnungen und Aquarelle stammen aus dieser Zeit. Gegen den Widerspruch der anderen Lehrer wurde Kokoschka von Carl Otto Czeschka in dessen Klasse aufgenommen.
Czeschka eröffnete ihm damit die Möglichkeit, Maler zu werden. Daraufhin besuchte er von 1905 bis 1909 die Kunstgewerbeschule in Wien. Eine seiner Mitschülerinnen war Elsa Oeltjen-Kasimir. Kokoschka wurde außerdem durch Werke Vincent van Goghs geprägt. Unter dem Einfluss von Adolf Loos lehnte er bereits den zu jener Zeit noch vorherrschenden Jugendstil ab. Seine frühen expressiven Porträtgemälde fanden durch die Vermittlung von Loos guten Absatz, und vor allem deutsche Museen (darunter das Museum Folkwang) beschlossen, Werke zu erwerben.
Auf Grund seiner Bekanntschaft mit dem Literaten und Kunsthändler Herwarth Walden übersiedelte er 1910 nach Berlin, wo er für die expressionistische Kunstzeitschrift Der Sturm seine bekanntesten Federzeichnungen zum eigenen Drama Mörder, Hoffnung der Frauen fertigte, das bei seiner Uraufführung 1909 einen Theaterskandal entfachte. Zu seinen Förderern zählte zudem der Kunstsammler Franz Hauer.

In der Zeit vom 21. Juni bis 11. Juli 1911 stellte Paul Cassirer zum ersten Mal Kokoschkas Werke aus. Es waren zirka 30 Gemälde und acht Illustrationen zu seiner Dichtung Der weiße Tiertöter, die im Café „Park Schönbrunn“, dem heutigen Parkhotel Richmond, in Karlsbad präsentiert wurden.
Der Sammler Karl Ernst Osthaus holte die Ausstellung in sein privates Folkwang Museum in Hagen. Osthaus erwarb in dieser Zeit das Porträt der Herzogin Victoria de Montesquiou-Fézensac, das den Titel Eine preciöse Frau trägt. Dieses erste Bild Kokoschkas, das in ein Museum gelangte, wurde 1923 mit dem Folkwang-Museum nach Essen verkauft. Als ein Werk der „Entarteten Kunst“ wurde das Gemälde 1937 in Zürich versteigert und gelangte in die USA, wo es seit 1983 zur Sammlung des Cincinnati Art Museum gehört.
1911 kehrte Kokoschka nach Wien zurück, wo er bei einer Ausstellung der Künstlervereinigung Hagenbund fünfundzwanzig Gemälde zeigte.

### Alma Mahler und Kriegsfreiwilliger (1911–1916)
1911 befreundete er sich mit Alma Mahler, der Witwe des Komponisten und Dirigenten Gustav Mahler, der späteren Alma Mahler-Werfel. Ab 1912 lebte er mit ihr zusammen; seine dreijährige heftige und besitzergreifende, aber letztlich unerfüllte Liebe zu ihr brachte verschiedene bedeutende Kunstwerke hervor, darunter bekannte Gemälde (siehe den Eintrag zu Alma Mahler), die Fächer und auch eine Serie von Lithografien. Ein leidenschaftlicher Briefwechsel zeugt von den extremen Gefühlslagen beider Partner zueinander.
Auch Kokoschkas Malerei wandelte sich in dieser Zeit: er arbeitete mit breiteren Pinselstrichen und pastos aufgetragenen Farben. Kokoschka begann im Herbst 1913 mit ganzer Hingabe an einem Bild mit dem Titel Tristan und Isolde zu arbeiten, in dem er seine komplizierte Liebe zu Alma Mahler verewigen wollte. Der österreichische Dichter Georg Trakl, der tagtäglich der Genese dieses Bildes beiwohnen durfte, schrieb im Atelier das Gedicht Die Nacht, das dem Bild dann seinen später berühmt gewordenen Namen Die Windsbraut gab: „Über schwärzliche Klippen / Stürzt todestrunken / Die erglühende Windsbraut, / Die blaue Woge / Des Gletschers / Und es dröhnt / Gewaltig die Glocke im Tal: / Flammen, Flüche / Und die dunklen / Spiele der Wollust, / Stürmt den Himmel / Ein versteinertes Haupt(..).“ Nicht nur Alma inspirierte ihn zu diesem Bild. Kokoschka berichtete tief bewegt über die malerische Erfahrung, die er allein dank der geheimnisvoll nahen Präsenz des berühmten Tizian-Bildes Venus und der Orgelspieler machen konnte, das sein Freund Oskar Moll in seinem Atelier vorübergehend versteckte, bevor es durch die Vermittlung Gustav Robert Paalens von Wilhelm von Bode für das Kaiser-Friedrich-Museum in Berlin angekauft werden konnte: „Die Bewegung des Betrachterauges wird nicht länger durch die Zeichen der Kontur und die lokale Farbe bestimmt, sondern ganz von der Leuchtkraft, die in der Malerei zum ersten Mal das gleiche Wunder wie einst die archaisch-ionische Skulptur bewirkt hat. Dort wird der Raum in kleinste Facetten aufgelöst. Das Licht berührt nicht nur die Oberfläche, sondern bewegt sie. Damit war ein für allemal der ägyptische Raum überwunden. Danach wird auch das Licht – und nicht nur kubische Masse und Volumen – die räumliche Komposition bewegen.“
1914 wurde Kokoschka Mitglied der Freien Secession in Berlin. In diesem Jahr wurde Alma Mahler schwanger und trieb das Kind gegen den Willen Kokoschkas ab. Das führte unter anderem zu der für ihn sehr schweren Trennung und hatte weitreichende Folgen für ihn.
Er meldete sich im Ersten Weltkrieg als Freiwilliger beim k.u.k. Dragonerregiment „Erzherzog Joseph“ Nr. 15 und wurde bei Einsätzen in Galizien und in der Ukraine am 29. August 1915 bei Luzk durch Kopfschuss und einen Bajonettstich in die Lunge schwer verwundet.
Der Kopfschuss zerstörte das Labyrinth eines Ohrs und damit seinen Gleichgewichtssinn. Er kam durch glückliche Umstände zu seinen Truppen zurück und wurde in einem Lazarettzug nach Wien transportiert. Er überstand die Verwundungen und war 1916 als Kriegsmaler an der Isonzofront tätig. Im selben Jahr wurden zwei Lithografie-Zyklen von ihm veröffentlicht.

### Dresden und Reisen (1917–1931)

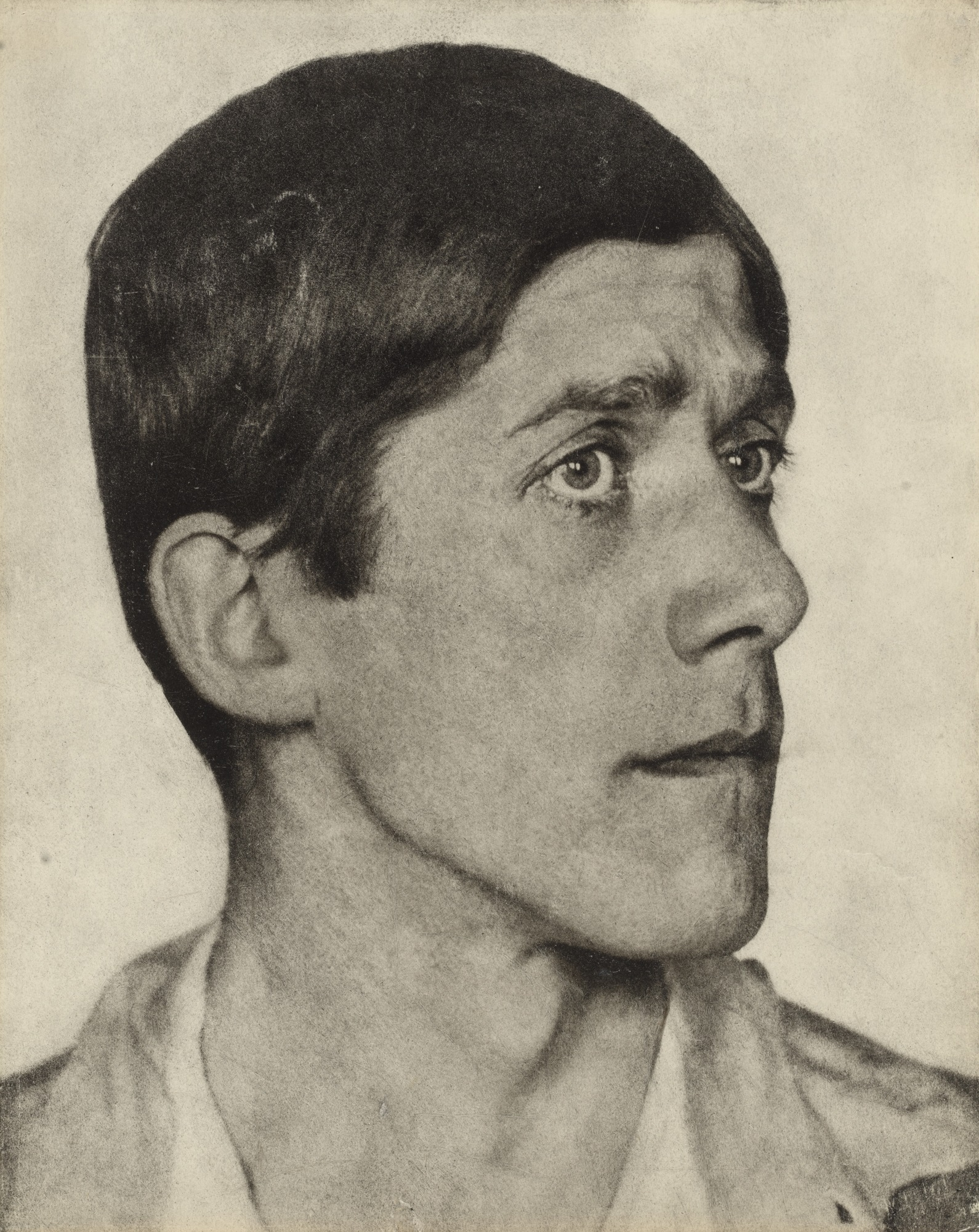
Porträtfoto Kokoschkas von Hugo Erfurth (1919)

1917 siedelte er nach Dresden über und hielt sich als Rekonvaleszent im Nervensanatorium Dr. Teuscher im Villenviertel Weißer Hirsch auf. In dieser Anstalt waren zur selben Zeit auch Walter Hasenclever und Iwar von Lücken als Patienten anwesend. Von 1919 bis 1926 hatte er in Dresden eine Professur an der Kunstakademie inne. Er war befreundet mit Hans Posse, dem Direktor der Dresdner Gemäldegalerie, der Kokoschkas Werke in seine Museumssammlung aufnahm und dem Künstler einen großen Auftritt im deutschen Pavillon der 13. Biennale 1922 in Venedig verschaffte. 1924 ließ sich Kokoschka von der Professur freistellen, um eine internationale Karriere zu starten. Er unternahm in den folgenden Jahren ausgedehnte Reisen durch Europa, Nordafrika und Gebiete um das östliche Mittelmeer, die ihn zu zahlreichen Städteporträts und Landschaftsbildern inspirierten.
1919 veröffentlichte Hermann Struck die dritte Auflage seines Werks Die Kunst des Radierens und würdigte erstmals neben Altmeistern, wie z. B. Dürer und Rembrandt, auch die jungen Meister wie Oskar Kokoschka, Max Liebermann und Ernst Oppler. Das Sammeln von Radierungen trat aus dem Schatten hervor, nur eine billige Variante des Sammelns von Gemälden zu sein.
Im Jahr 1930 wurden drei seiner frühen Werke bei den Ausstellungen der Prager Secession gezeigt.
1931 kehrte er nach Wien zurück, hatte Ausstellungen in Paris und Wien und pendelte für jeweils längere Aufenthalte zwischen beiden Orten.

### Exil in Prag (1934–1938)

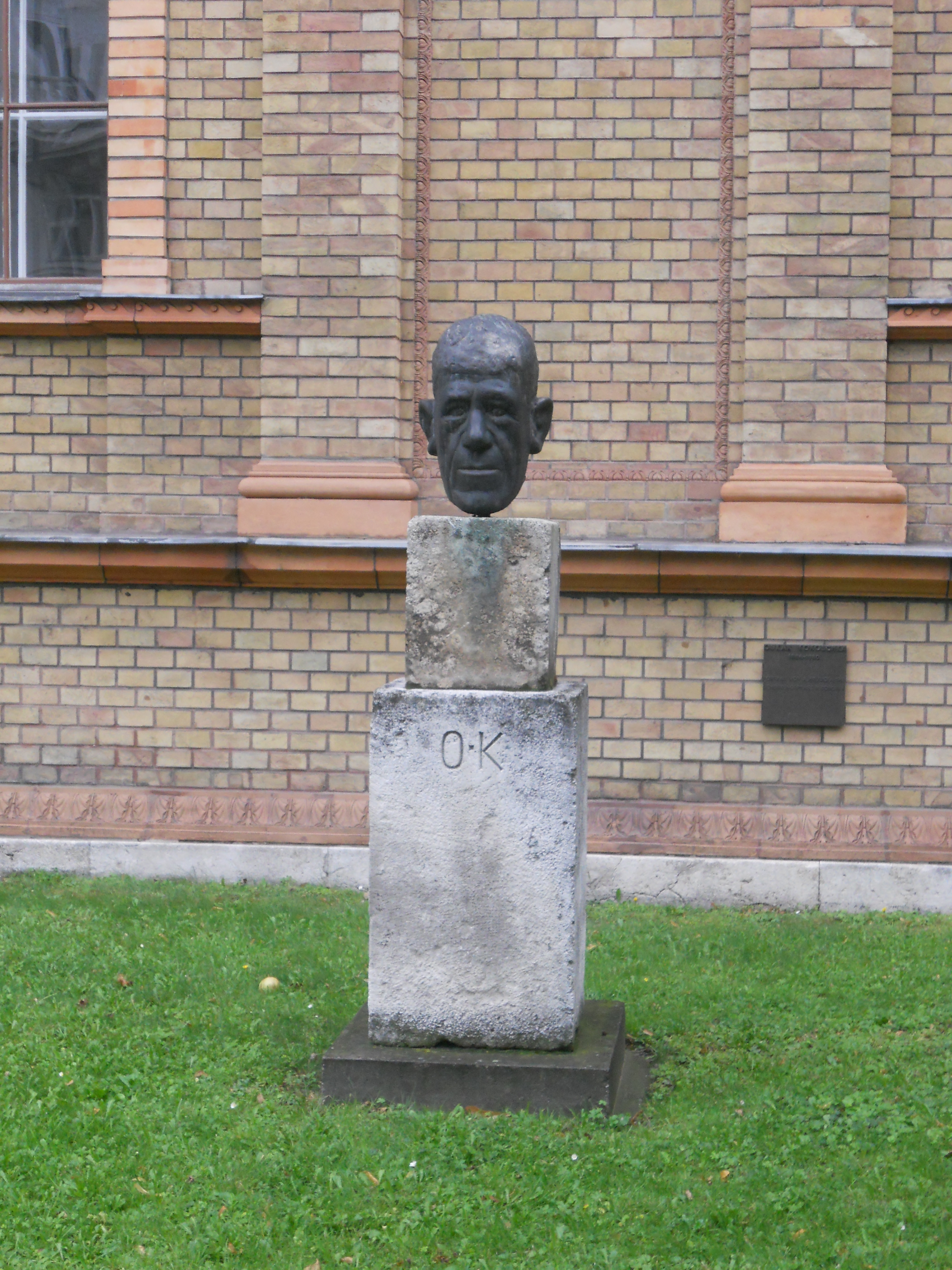
Büste Kokoschkas vor der Universität für Angewandte Kunst (Wien)

Ab 1933 beabsichtigte Kokoschka, fest in Wien zu leben, doch nach dem Tod seiner Mutter (1934) sah er sich durch den Aufstieg des Nationalsozialismus gezwungen, im selben Jahr nach Prag zu flüchten, wo er auch seine spätere Frau Olda Palkovská kennenlernte. 1935 erhielt er die tschechoslowakische Staatsbürgerschaft. Aus dieser Zeit stammen Kokoschkas Ansichten von Prag mit der Karlsbrücke sowie ein Porträt von Staatspräsident Tomáš Garrigue Masaryk.
Die Nationalsozialisten diffamierten Kokoschka als „Entartetster unter den Entarteten“ und seine Werke als „Entartete Kunst“, er galt als Hitlers „Kunstfeind Nr. 1“. Er gehörte zu den 18 Künstlern, die in der im Juni 1939 erstellten geheimen Materialsammlung des Reichssicherheitshauptamts Erfassung führender Männer der Systemzeit aufgeführt sind.
1937 wurde der Oskar Kokoschka Bund in Prag gegründet, um dem nationalsozialistischen Kunstverständnis etwas entgegenzusetzen. Vorsitzende waren Theo Balden, Heinz Worner und Kurt Lade, Kassenwartin Annemarie Balden-Wolff (damals Romahn). Man traf sich alle vierzehn Tage und veranstaltete im Emigrantenheim Stranice Ausstellungen und Künstlerfeste. Neben Ausstellungen von „Entarteter Kunst“ veranstaltete er Ausstellungen von sudeten- und reichsdeutschen Künstlern. Auch eine Ausstellung Freie Deutsche Kunst fand zusammen mit dem Pariser Deutschen Künstler Verein in Paris im Sommer 1938 statt.

### Exil in England (1938–1953)

Kokoschka gemalt vom Emigranten Sebastian Isepp (1951)

Nach der Verkündung der Mobilmachung in der Tschechoslowakei im Mai 1938 flüchtete Oskar Kokoschka erneut, diesmal nach Großbritannien, da seine Werke von den Nationalsozialisten als „entartete Kunst“ diffamiert, teilweise zerstört und aus den Museen entfernt wurden. Dabei wurden insgesamt 417 Gemälde konfisziert.
Während seiner Zeit im englischen Exil war Kokoschka Mitglied des Exekutivkomitees des Austrian Centre und unterhielt enge Kontakte zu den österreichischen Exilorganisationen Free Austrian Movement und Young Austria. Er schrieb Aufsätze für Exilzeitungen und stellte sich als Redner für Ausstellungseröffnungen und Versammlungen zur Verfügung. Ferner war er einer der Vorsitzenden des Freien Deutschen Kulturbunds. 1941 heiratete er Olda Palkovská in einem Luftschutzkeller in London. Um den Angriffen der deutschen Luftwaffe zu entkommen, zog Kokoschka nach Polperro (Cornwall). Hier besuchte ihn seine ehemalige Dresdner Schülerin Hilde Goldschmidt.
In dieser Zeit entstanden auch die Bilder Das rote Ei (1940) und Anschluss – Alice in Wonderland (1942), deren Erlös er dem Free Austrian Movement spendet. Ab 19. Februar 1947 besaß er die britische Staatsbürgerschaft und führte seine ersten großen Ausstellungen nach dem Zweiten Weltkrieg in Zürich und Basel durch. Erst 1975 nahm er wieder die österreichische Staatsbürgerschaft an.

### Villeneuve (1953–1980)

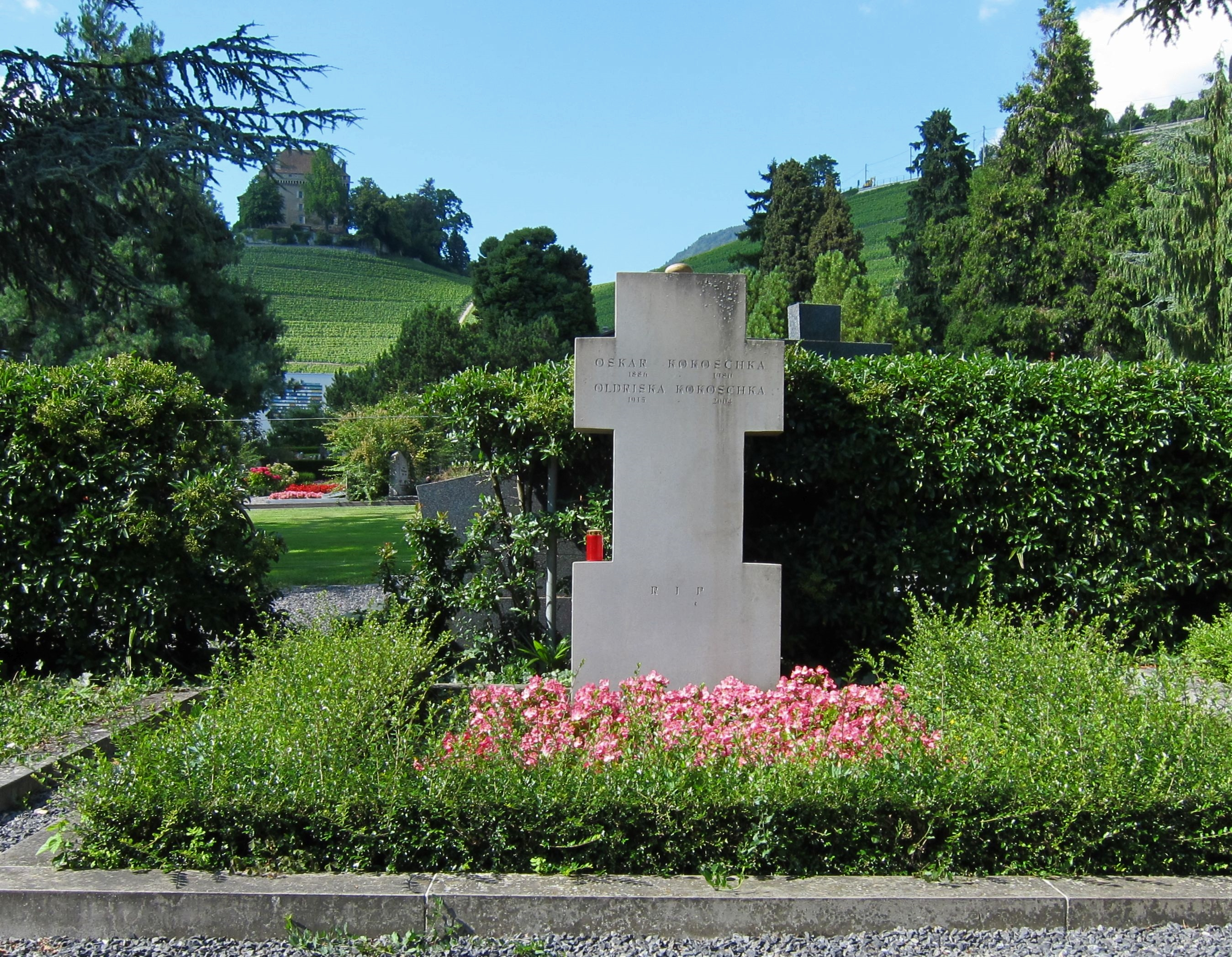
Grab von Oskar Kokoschka auf dem Friedhof Clarens

1953 gründete Kokoschka zusammen mit Friedrich Welz als Schule des Sehens die Internationale Sommerakademie für Bildende Kunst Salzburg auf der Festung Hohensalzburg. Ebenfalls 1953 übersiedelte er in die Schweiz nach Villeneuve am Genfersee. Es folgten eine Vielzahl von Reisen ins europäische und außereuropäische Ausland sowie verschiedene Retrospektiven seines Werkes, unter anderem in der Schweiz, Österreich und Japan.
Oskar Kokoschka beteiligte sich als Mitglied des Deutschen Künstlerbundes von 1952 bis 1955 an dessen Jahresausstellungen. Er war Teilnehmer der documenta 1 (1955), der documenta II (1959), und auch der documenta III im Jahr 1964 in Kassel. In den 60er Jahren entstanden Zeichnungen und Lithographien zur griechischen Mythologie und zur Odyssee. Oskar Kokoschka stand im brieflichen Austausch mit Archäologen wie Erika Simon und Roland Hampe. Im Jahr 1966 gewann er den Wettbewerb um das Auftragsporträt Konrad Adenauers für den Deutschen Bundestag gegen den Mitbewerber Eugen Denzel. Die 1979 bei Reclam erschienene Neuübersetzung von Homers Odyssee von Roland Hampe ist Oskar Kokoschka gewidmet.
Kokoschka starb am 22. Februar 1980 in Montreux und wurde auf dem Friedhof des Stadtteils Clarens beigesetzt. Nach seinem Tod wurde der Oskar-Kokoschka-Preis für Leistungen auf dem Gebiet der bildenden Kunst ins Leben gerufen.

## Ehrungen
- 1955: Großer Österreichischer Staatspreis für Bildende Kunst
- 1963: Ehrenmitglied der American Academy of Arts and Letters[19]
- Seit den 1960er Jahren vergibt die Stadt Salzburg einen eigenen Oskar-Kokoschka-Preis.
- 1969: Wahl zum assoziierten Mitglied der Académie royale des Sciences, des Lettres et des Beaux-Arts de Belgique.[20]
- 1976: Lovis-Corinth-Preis, Kokoschka überließ das damit verbundene Preisgeld, 25.000 Deutsche Mark, Amnesty International.[21]
- 1976: Ehrendoktorwürde der Universität Salzburg
- 1980 wurde in Wien Innere Stadt (1. Bezirk) der Oskar-Kokoschka-Platz (vormals Kopalplatz) nach ihm benannt.
- Als Würdigung für Kokoschkas Leistung wird von der österreichischen Bundesregierung seit 1980 der Oskar-Kokoschka-Preis für bildende Künstler vergeben.
- Sondermarke der Deutschen Bundespost zum 100. Geburtstag 1986
- Im Jahr 1990 wurde von der Münze Österreich die 500-Schilling-Gedenk-Münze Oskar Kokoschka geprägt.[22]
- 2001: Der Asteroid (21076) Kokoschka wurde nach ihm benannt.
- Der Platz vor dem 2007 eröffneten Arp Museum Bahnhof Rolandseck wurde nach ihm benannt.

## Nachlass
1988 gründete seine Witwe Olda (geb. Palkovská) eine Kokoschka-Stiftung, die im Musée Jenisch in Vevey über eintausend Werke verwaltet. Kokoschkas umfangreiche Bibliothek und zahlreiche Fotografien aus seinem Besitz wurden von seiner Witwe der Hochschule für Angewandte Kunst in Wien vermacht.
Die Werke der Kokoschka-Stiftung beansprucht nach dem Tod von Kokoschkas Frau sein Neffe Roman Kokoschka, ein Arzt in Wien, der sie nach Wien bringen möchte. Olda Kokoschka übergab den in ihrem Besitz befindlichen schriftlichen Nachlass ihres Gatten 1981 im Rahmen einer Schenkung in die Obhut der Zentralbibliothek Zürich. 1990, 1993 und 2004 gelangten weitere Teile des Nachlasses dorthin.

## Oskar Kokoschka Dokumentation Pöchlarn
1973 wurde der Verein zur Erforschung und Dokumentation des Werkes Oskar Kokoschkas unter der Patronanz von Oskar und Olda Kokoschka gegründet. Das Geburtshaus von Oskar Kokoschka wurde 1998 von der Stadtgemeinde Pöchlarn angekauft und in den folgenden Jahren zu einem Museum und einer Galerie umgebaut. Im so genannten Kokoschka-Haus finden jährlich wechselnde Ausstellungen mit Bezug zu Oskar Kokoschka und seinen Schülern statt. Weiters werden interessante zeitgenössischer Künstler präsentiert.

## Ausstellungen (Auswahl)
- 1966: Oskar Kokoschka. Kunsthaus Zürich
- 1976: Oskar Kokoschka, Bildnisse 1914–1975. Galerie Roswitha Haftmann Modern Art, Zürich[25]
- 1982: Oskar Kokoschka, Aquarelle, Zeichnungen, Grafik. Galerie Roswitha Haftmann Modern Art, Zürich[26]
- 1986: Oskar Kokoschka. Kunsthaus Zürich
- 1986: Oskar Kokoschka, Aquarelle, Farbstiftzeichnungen aus Schottland, Grafik. Galerie Roswitha Haftmann Modern Art, Zürich[27]
- 1994/1995: Oskar Kokoschka, Emigrantenleben – Prag und London 1934 – 1953, Kunsthalle Bielefeld & Nationalgalerie Prag
- 2010: Oskar Kokoschkas Antike. Eine europäische Vision der Moderne. Stiftung Moritzburg, Halle an der Saale[28]
- 2017/2018: Oskar Kokoschka und Ernst Ludwig Kirchner. Kirchner Museum Davos[29]
- 2018/2019: Oskar Kokoschka. Expressionist, Migrant, Europäer. Eine Retrospektive. Kunsthaus Zürich, in Kooperation mit dem Leopold Museum, Wien (kuratiert von Cathérine Hug)
- 2023: Sammelausstellung, Säulen der Moderne, Galerie & Edition Bode, Nürnberg

## Werke (Auswahl)

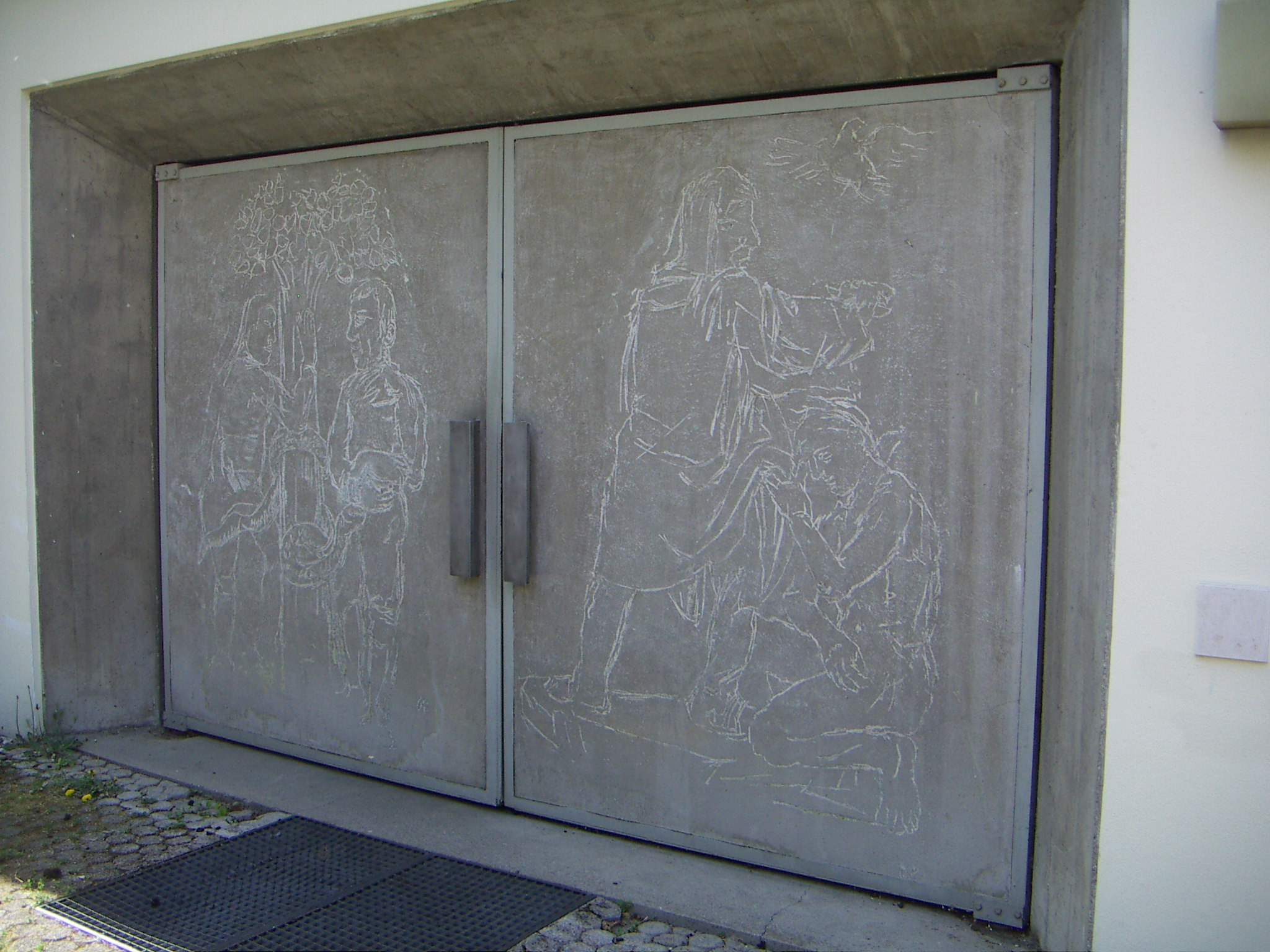
Parscher Pfarrkirche Zum Kostbaren Blut

### Gemälde
- 1905/06: Mädchenakt, Öl auf Leinwand, Leopold Museum, Wien
- 1909: Stillleben mit Ananas, Öl auf Leinwand, 109 × 78 cm, Staatliche Museen zu Berlin, Nationalgalerie, Berlin
- 1910: Bildnis Herwarth Walden, Staatsgalerie Stuttgart
- 1910: Stillleben mit Hammel und Hyazinthe, Belvedere, Wien
- 1912: Bildnis Karl Etlinger, Staatliche Kunsthalle, Karlsruhe
- 1913: Die Windsbraut, Kunstmuseum Basel[30]
- 1913: Das Gesicht des Weibes, Blatt 1 der Folge Der gefesselte Kolumbus (Porträt Alma Mahler), Lithografie, Herzog Anton Ulrich-Museum, Braunschweig
- 1913: Stillleben mit Putto und Kaninchen,[31] Kunsthaus Zürich
- 1918: Selbstbildnis
- 1918: Die Macht der Musik, Stedelijk Van Abbemuseum, Eindhoven
- 1922: Dresden-Neustadt, Kunsthalle Hamburg
- 1926: Tigerlöwe, Belvedere, Wien
- 1926: Pariser Platz im Auftrag von Paul Cassirer gemalt, Berlin, (Nationalgalerie?)[32]
- 1931: Pan: Trudl mit Ziege, Sprengel-Museum, Hannover
- 1934: Prag: Karlsbrücke, Nationalgalerie Prag
- 1936: Porträt Ferdinand Bloch-Bauer, Kunsthaus Zürich[33]
- 1937: Selbstbildnis eines ‘entarteten Künstlers’, National Gallery of Scotland
- 1950: Bildnis Prof. Dr. Theodor Heuss, Museum der Stadt Köln, Museum Ludwig
- 1950: Prometheus-Triptychon, The Samuel Courtald Trust, London; Courtald Institute of Art Gallery
- 1951: Der Hafen von Hamburg, Museum of Modern Art, New York
- 1951/1952: Emil Bührle, Sammlung Emil Bührle[34]

- 1952: Geschwister Feilchenfeldt, Privatbesitz (Walter und Konrad Feilchenfeldt)
- 1954: Thermopylae-Triptychon, Hamburg, Universität
- 1955: Bühnenbilder und Kostüme für Die Zauberflöte, Salzburger Festspiele
- 1956: Wien, Staatsoper
- 1956: Ansicht der Stadt Köln vom Messeturm aus, Museum Ludwig, Köln
- 1966: Porträt Konrad Adenauer

### Buchillustrationen
- Oskar Kokoschka: Die träumenden Knaben. Wiener Werkstätte, Wien 1908 – 8 Lithographien
- Albert Ehrenstein: Tubutsch. Insel Verlag, Leipzig 1919 (Insel-Bücherei 261/1) – 12 Zeichnungen
- Oskar Kokoschka: Lithographien zur Odyssee. Bucher Verlag, Luzern und Frankfurt 1969 – 45 Lithographien

### Dichtungen und Dramen
Seit 1907 schrieb Kokoschka expressionistische Bühnenstücke. Bei der Aufführung von Hiob und Mörder, Hoffnung der Frauen am 3. Juni 1917 am Dresdner Albert-Theater führte Kokoschka Regie und entwarf die Szenenbilder. Seine Dramen wurden in den 1990er Jahren wieder vermehrt aufgeführt.
- 1907: Die träumenden Knaben
- 1907: Sphinx und Strohmann. Ein Curiosum. Komödie für Automaten (Drama) UA am 29. März 1909 im Cabaret Fledermaus, Wien und 14. April 1917 in der Dada-Galerie in Zürich
- 1908: Der weiße Tiertöter
- 1907/1910 und 1907/1916: Mörder, Hoffnung der Frauen (Drama), mit P. Hindemith, Dresden (1922)
- 1911: Der brennende Dornbusch (Drama)
- 1913: Allos Makar
- 1914: Zueignung
- 1917: Hiob (Drama) als erweiterte Fassung von Sphinx und Strohmann (1907)
- 1918: Orpheus und Eurydike (Drama). 1923 Neufassung als Opernlibretto. Musik: Ernst Krenek. UA am 27. November 1926, Staatstheater Kassel
- 1920: Daisy
- 1936–1938/1972: Comenius (Drama)

### Schriften
Kokoschka verfasste Essays und Gedichte, dazu die Autobiographie Mein Leben (1971). Sein Briefwechsel erschien ab 1984.
- 1956 Schriften 1907–1955. Herausgegeben von Hans Maria Wingler. (Erinnerungen und Erzählungen, Dichtungen, Dramen, Über Künstler und Kunst, Briefe und Anhang mit Register)
- 1971: Mein Leben. Vorwort und dokumentarische Mitarbeit von Remigius Netzer.
- 1973: Das schriftliche Werk. Herausgegeben von Heinz Spielmann. 1973ff.

## Film (Auswahl)
- 1997 Alma - A Show Biz ans Ende – Österreich/Deutschland, Verfilmung des Theaterstücks von Joshua Sobol, Regie: Paulus Manker, mit Paulus Manker (Oskar Kokoschka) und Johanna Wokalek (Alma Mahler)
- 2022: Alma und Oskar (auch Alma & Oskar) – Österreich/Schweiz/Deutschland/Tschechien, Literaturverfilmung, Regie: Dieter Berner, mit Emily Cox und Valentin Postlmayr

## Forschung
An die Schenkung einer beachtlichen Anzahl von Kunstwerken an die Republik Österreich hatte Kokoschkas Witwe die Bedingung geknüpft, dass das zeichnerische Gesamtwerk Oskar Kokoschkas in Form eines vier Bände umfassenden Werkkataloges veröffentlicht wird. Dessen Autoren sind Alice Strobl und Alfred Weidinger. Herausgegeben wird das Werk von der Albertina in Wien und der Oskar Kokoschka-Dokumentation in Pöchlarn.

## Kuriosa

### Oskar Kokoschkas Alma-Mahler-Ersatzpuppe
Vor allem durch Paulus Mankers Alma-Show ist der breiten Öffentlichkeit bekannt geworden, dass sich Oskar Kokoschka im Juli 1918 bei der Münchener Puppenmacherin Hermine Moos eine lebensgroße Puppe nach dem Vorbild Alma Mahlers anfertigen ließ. Die Puppe sollte Kokoschka als Ersatz für seine verlorene Geliebte dienen, enttäuschte ihn aber so, dass er sie bald zerstört hat.
In den vergangenen Jahren wurde die lebensgroße Alma-Puppe eigens nach Kokoschkas Plänen nachgebaut.

### Suche nach Kokoschka-Sprösslingen
Obwohl Kokoschka keine Nachkommen hatte, was bei ihm nach Aussagen seines Neffen Roman Kokoschka zu einem lebenslangen Trauma führte, hatte dieser die Ähnlichkeit Kokoschkas mit dem amerikanischen Regisseur und Oscar-Preisträger Peter Foges festgestellt. Er wollte daher Untersuchungen unterstützen, die eindeutig feststellen sollen, ob Foges, dessen Mutter Kokoschka kennengelernt hatte, ein Sohn Kokoschkas ist. Bei einer vergleichenden DNA-Analyse stellte sich jedoch heraus, dass zwischen Foges und Roman Kokoschka keine verwandtschaftliche Beziehung besteht.

## Filme
- 2022 – Alma und Oskar, Spielfilm über die Affaire Kokoschkas mit Alma Mahler (Regie: Dieter Berner)
- 2017 – Kokoschka, Oeuvre-Vie, Michel Rodde, Dokumentarfilm
- 1976 – Oskar Kokoschka, Gianpaolo Tescari (Dokumentarfilm)
- 1966 – Oskar Kokoschka malt Konrad Adenauer – Notizen einer Begegnung, Gerhard Schmidt